# Heinrich Schweickhardt

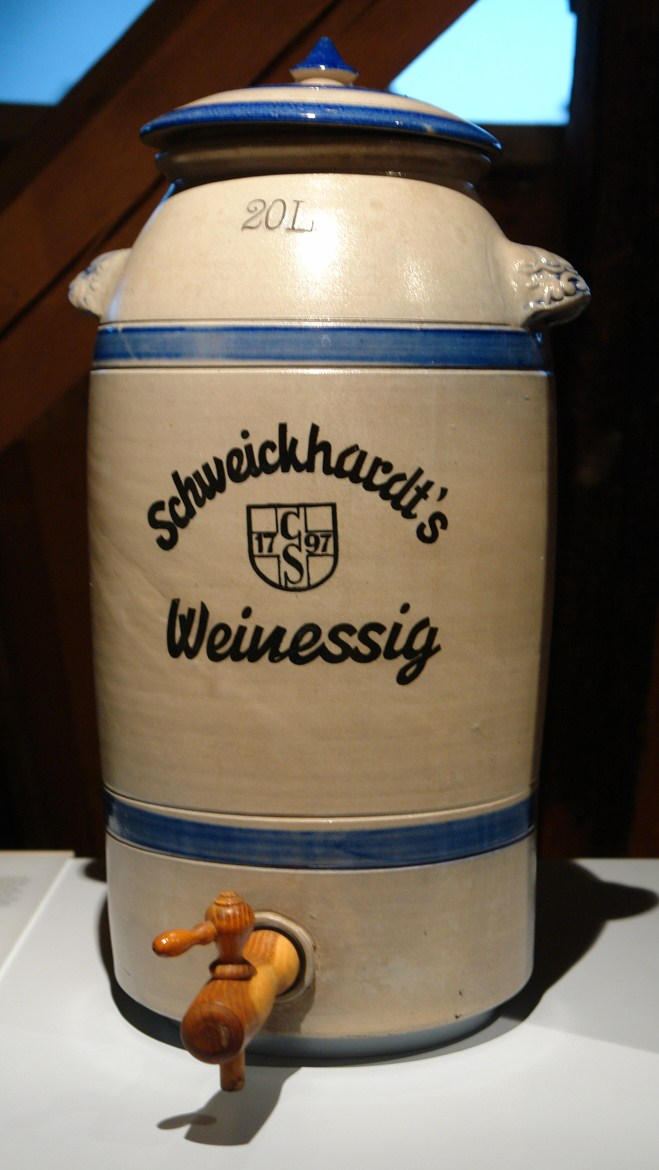
Récipient en argile de 20 litres avec du vinaigre de vin de Schweickhardt dans le musée de la ville de Tübingen

Heinrich Schweickhardt (né le 18 août 1862 à Tübingen et mort le 13 décembre 1919 dans la même ville) est un homme d'affaires et député du Reichstag (DtVP) .

## Biographie
Schweickhardt étudie au lycée (de) et à l'école secondaire (de) de Tübingen de 1870 à 1878. En 1881, il termine un apprentissage commercial à Brême, de 1882 à 1884 à Londres puis jusqu'en 1886 au Havre. Depuis 1887, il est associé du Gebr. Schweickhardt Essigfabrik, distillerie de brandy à Tübingen. En 1881/82, il sert comme volontaire d'un an et ensuite il est lieutenant dans la Landwehr. À partir de 1900, il est membre de la Chambre de commerce de Reutlingen et du conseil municipal de Tübingen.
De 1903 à 1918, il est député du Reichstag allemand pour la 7e circonscription de Wurtemberg (Nagold (de), Calw (de), Neuenbürg (de), Herrenberg (de)). En 1919, il est membre du parlement de l'état de Wurtemberg (de) pour le DDP pendant une courte période jusqu'à sa mort.